# Bogdan Suchowiak
Bogdan Henryk Suchowiak (* 29. November 1905 in Posen; † 20. Juli 1991 in Warschau) war ein polnischer Überlebender des KZ Neuengamme und der Bombardierung der Cap Arcona.

## Lebenslauf
Suchowiak kämpfte beim deutschen Überfall auf Polen 1939 als Offizier im Fünften Leichtartillerierregiment. Er wurde am 22. September in Kriegsgefangenschaft genommen. Suchowiak versuchte zweimal aus der Gefangenschaft zu fliehen, schaffte es aber erst beim dritten Mal; am 10. Oktober 1939 gelang ihm die Flucht nach Posen. Die Gestapo nahm ihn jedoch am 7. August 1940 wieder gefangen und brachte ihn ins Fort VII in Posen. Am 16. August wurde Suchowiak ins Konzentrationslager Buchenwald deportiert und am 11. Dezember 1940 ins KZ Neuengamme überstellt, wo er die Häftlingsnummer 3524 erhielt.
Im April 1945 wurde Suchowiak auf das Schiff Cap Arcona deportiert und überlebte die Bombardierung durch alliierte Flugzeuge.
Nach dem Krieg kehrte er in seine Heimat Polen zurück und veröffentlichte einige Bücher über das Lager Neuengamme.

## Veröffentlichungen
- Neuengamme. Wydawnictwo Ministerstwa Obrony Narodowej, Warszawa 1979, ISBN 83-11-06221-8  (polnisch)
- Mai 1945: Die Tragödie der Häftlinge von Neuengamme. Reinbek 1985, ISBN 3-499-15537-0